# Marc van Roosmalen
Marcus Gerardus Maria van Roosmalen (Tilburg, 23 giugno 1947) è uno zoologo e attivista olandese naturalizzato brasiliano.
Le sue ricerche hanno portato all'identificazione di diverse nuove specie di scimmie, così come di altri animali e piante, anche se alcune di queste identificazioni sono messe in discussione come dubbie, poco convincenti o contraddittorie rispetto alle prove.
È anche un attivista impegnato nella conservazione della foresta pluviale, essendo un critico esplicito della corruzione che colpisce sia le corporazioni che i funzionari governativi, che secondo lui consente un intenso disboscamento illegale di legni pregiati e la totale deforestazione di vaste regioni dell'Amazzonia per trasformarle in terreni agricoli.
Ha vissuto per più di tre decenni nella regione della foresta pluviale del Sud America, prima in Suriname e dal 1986 in Amazzonia. Vive a Manaus, nella regione amazzonica del Brasile.

## Biografia

### Vita privata
Marc è cresciuto a Tilburg, una città nella parte meridionale dei Paesi Bassi. Suo padre era un chimico. All'età di 17 anni Marc si è trasferito a Utrecht per studiare e ha conosciuto e sposato la sua prima moglie, con la quale ha avuto due figli. Nel 1997 ha acquisito la cittadinanza brasiliana. Intorno al 2003 si è separato dalla moglie e è andato a vivere con la compagna brasiliana, Vivian. Dopo aver divorziato dalla prima moglie, all'inizio del 2008, ha sposato Vivian. Suo figlio Tomas, laureato in genetica alla Columbia University, lo ha aiutato in molte delle sue ricerche.

### Ricerca accademica
Van Roosmalen ha studiato biologia all'Università di Amsterdam, specializzandosi in primatologia, e dal 1976 ha svolto quattro anni di dottorato sul campo studiando l'atele dalla faccia rossa nel Suriname centrale. Successivamente ha trascorso altri due anni nella Guyana francese, dove ha studiato i primati della regione e le loro interrelazioni con le piante da frutto della foresta. Per poter svolgere il suo lavoro di primatologo ha dovuto anche occuparsi di botanica per identificare ciò che mangiavano le scimmie; perciò ha acquisito una conoscenza approfondita di come funziona la foresta nel suo complesso. Nel 1985 i suoi studi sono stati pubblicati in un libro sulla flora frutticola della Guyana, Fruits of the Guianan Flora (Frutti della flora guiana).
Questo lavoro è arrivato nelle mani del direttore dell'Instituto Nacional de Pesquisas da Amazonia (INPA) che nel 1986 ha assunto Marc per replicare lo studio nell'Amazzonia brasiliana e ha iniziato a studiare la biodiversità amazzonica che non era stata ancora descritta. Durante questo periodo ha avviato una organizzazione non governativa incentrata sulla creazione di riserve naturali nel cuore dell'Amazzonia.
Si rifà alla tesi di Alfred Russel Wallace che sviluppò le sue idee evolutive tramite osservazioni fatte durante il suo lungo soggiorno nel Rio delle Amazzoni superiore. Nel suo trattato sulle scimmie amazzoniche del 1854 avanzò l'ipotesi delle "barriere fluviali", secondo la quale i grandi corsi d'acqua del bacino amazzonico costituiscono barriere naturali che separano e creano regioni evolutive con biodiversività geneticamente distinte. In questo modo il concetto di isola biogeografica può essere perfettamente applicato agli interfluvi dei principali fiumi dell'Amazzonia che formano un enorme arcipelago di acqua dolce, dove questi enormi corsi fluviali fungono da limite al flusso genetico e, attraverso l'isolamento genetico, si innesca la speciazione, il che spiega perché la regione ha la più alta biodiversità della Terra. Grazie a questa teoria Van Roosmalen è stato in grado di comprendere l'evoluzione e la filogeografia degli esseri viventi amazzonici.
Nel 1996 una persona le mostrò una piccola scimmietta viva e Van Roosmalen si rese conto subito conto che si trattava di una specie nuova. Per trovare l'habitat di questo primate ha trascorso alcuni mesi lungo i fiumi intorno Manaus, fermandosi in ogni villaggio per mostrare agli abitanti del luogo le foto della scimmia. Infine in un piccolo villaggio vicino alla foce del fiume Arauazinho ha trovato il luogo da cui proveniva la scimmia, che si è rilevato essere non solo una nuova specie ma anche un nuovo genere di primati, il primo ad essere scoperto in quasi un secolo: l'uistitì di Roosmalen (Callithrix humilis), che è anche la seconda scimmia più piccola del mondo. Van Roosmalen ha esplorato la zona e ha iniziato a trovare altri mammiferi non ancora scoperti, per cui ha fatto scalpore in tutto il mondo.
Dopo più di 30 anni di esplorazione dell'Amazzonia è diventato uno dei massimi esperti mondiali dell'ecologia della regione amazzonica, soprattutto per quanto riguarda la tassonomia dei primati, il ruolo svolto dalle diverse specie animali nella dispersione dei semi delle piante della foresta pluviale e come si è sviluppata questa coevoluzione. Per quanto riguarda i primati ha descritto 6 nuove specie e un nuovo genere, con 15 nuove specie di scimmie ancora da descrivere. Un altro dei mammiferi da lui descritti è il lamantino nano (Trichechus pygmaeus). Inoltre, ha scoperto cinque nuove specie di uccelli nella foresta (successivamente classificate da colleghi ornitologi) e circa 50 specie di piante. Ha chiamato il callicebo del Principe Bernardo in onore di Bernhard van Lippe-Biesterfeld, co-fondatore ed ex presidente del WWF.
Le sue maggiori ricerche sono state effettuate nelle foreste dei fiumi Aripuana e Arauazinho, due affluenti del fiume Madeira, che è uno dei principali affluenti del Rio delle Amazzoni. È una regione che è stata poco studiata perché è molto difficile farlo, quindi è rimasta incontaminata. Durante la stagione delle piogge il livello dell'acqua dei fiumi si alza di 12 metri e la foresta rimane per mesi completamente allagata. In particolare il bacino del fiume Aripuana costituisce un hotspot di biodiversità, un intero ecosistema (delle dimensioni della Francia) totalmente nuovo in Amazzonia, con flora e fauna mai studiate nei dettagli e con intensità da naturalisti, botanici o ornitologi.
Ha un atteggiamento atipico nei confronti della ricerca scientifica in quanto è perlopiù riluttante a sacrificare esemplari per le sue ricerche e descrizioni, il che si scontra con il concetto generale di tipo nomenclaturale, per cui molte delle sue nuove specie sono state per un certo periodo respinte, considerate basate su esemplari giovani, contestate o che richiedono una verifica. Di conseguenza raccoglie gli esemplari cacciati dagli aborigeni, sia le scimmie (ottenendole in cambio di pollo) sia chiedendo loro i resti degli animali che cacciano. Attraverso lunghe indagini e conversazioni con gli indigeni dell'Amazzonia e con i caboclo (i locali che vivono nella zona) ottiene preziose informazioni sull'esistenza di nuove specie di animali della foresta e sulle loro abitudini di vita. Essendo questi abili cacciatori, nel corso delle generazioni hanno accumulato conoscenze su tutte le specie della fauna locale, sui loro modelli di comportamento e sulle diverse caratteristiche esterne che li differenziano da altre specie simili.

### Attivismo ambientale
Nel corso degli anni Marc van Roosmalen ha svolto anche una attività ambientaliste. Sul retro della sua casa a Manaus ha allestito un centro di riabilitazione della fauna selvatica grazie al quale sono stati curati gli animali sequestrati dalle autorità, confiscati ai contrabbandieri o vittime della caccia e della deforestazione.
Nel 1999 ha fondato la ONG Amazon Association for the Preservation of High Biodiversity Areas (AAPA). Attraverso questa organizzazione ha raccolto fondi sia per continuare la sua ricerca sia per acquistare e proteggere degli habitat, coniugando così le scoperte scientifiche di nuove specie con la protezione dell'ambiente in cui vivono. Il principe Bernhard van Lippe-Biesterfeld, co-fondatore ed ex presidente del WWF, ha donato 100.000 dollari per l'acquisto di grandi appezzamenti di foresta pluviale da destinare alla conservazione della biodiversità. Grazie a questo gesto e a quello di altri donatori, l'organizzazione è riuscita ad acquistare un appezzamento di 7487 ettari di foresta vergine vicino al fiume Arauazinho e un altro appezzamento di 19829 ettari più a nord. Entrambe le aree, grazie a una legge brasiliana, sono state dichiarate riserve naturali.
Sebbene i suoi scopi fossero di buona intenzione, l'essere finanziato dall'estero e la creazione di aree di conservazione al di fuori dell'orbita degli enti di protezione del governo brasiliano hanno creato conflitti con le autorità locali, aggravati dal fatto che il governo del Paese era particolarmente sensibile al pericolo della biopirateria.

## Controversie scientifiche

### Pecari gigante
Nel 2000 Marc van Roosmalen ha scoperto un pecari simile in apparenza al pecari dal collare, ma di dimensioni maggiori, con gambe più lunghe, testa proporzionalmente più piccola, collo relativamente più debole, quasi nessun segno di collare chiaro e nessun comportamento di gruppo. Nel 2003 lui e il documentarista tedesco Lothar Frenz sono riusciti a filmarne un gruppo. Nel 2007 è stato formalmente descritto come una nuova specie di pecari che ha chiamato pecari gigante (Pecari maximus).
Nel 2011 un team di scienziati guidato da Jaime Góngora ha analizzato tutte le prove morfologiche ed ecologiche utilizzate per la descrizione della specie e in aggiunta hanno eseguito test molecolari sulle sequenze di DNA di Pecari tajacu (91 già pubblicate e 50 nuove) e le hanno confrontati con il DNA dell'unico campione di P. maximus. Il risultato è stato che i dati morfologici ed ecologici utilizzati per definire P. maximus sembrano essere carenti e inconcludenti e le analisi filogenetiche hanno mostrato che l'unico campione della presunta nuova specie era raggruppato all'interno della stirpe sudamericana di P. tajacu e strettamente correlato agli esemplari brasiliani di quella specie. Per questo motivo l'Unione internazionale per la conservazione della natura, che per prima aveva inserito P. maximus tra le specie con dati insufficienti, lo ha eliminato dalla lista.

### Lamantino nano
Marc van Roosmalen ha individuato una popolazione di non più di un centinaio di lamantini molto piccoli confinati nel bacino del fiume Arauazinho, l'unico fiume con acqua limpida in cui vivono. Dopo aver raccolto un cranio e una mascella, assegnando loro la caratteristica di ototipi, ha cercato di pubblicare su Nature la descrizione di una nuova specie ma l'articolo è stato respinto dai revisori, su raccomandazione di Daryl Domning, considerandoli esemplari immaturi del lamantino delle Amazzoni (Trichechus inunguis) sulla base dei risultati di analisi comparative del loro DNA che non hanno mostrato una differenza sufficiente tra i due per essere considerati come due specie diverse.
Più tardi van Roosmalen ha continuato a studiare questo lamantino atipico scoprendo che tutti i suoi esemplari adulti sono lunghi circa 1,3 m. Ha anche condotto un esperimento tenendo un maschio adulto prigioniero in un'ansa del fiume Arauazinho nutrendolo con abbondante cibo. Dopo 4 mesi (quando riuscì a fuggire dai recinti che gli aveva costruito) era ancora lungo 1,3 m e pesava solo 60 kg. Se fosse stato un tipico lamantino amazzonico, con la stessa lunghezza e lo stesso peso, sarebbe stato ancora allattato dalla madre e quindi sarebbe morto di fame perché non avrebbe potuto nutrirsi di alcun vegetale.
Per quanto riguarda la somiglianza del loro genoma van Roosmalen l'ha spiegata con la possibilità che un certo flusso genico si sia verificato tra i due lamantini durante le glaciazioni del tardo pleistocene e olocene o che, durante una delle ultime glaciazioni, una popolazione di T. inunguis sia rimasta intrappolata nel bacino del fiume Arauazinho e abbia dovuto cambiare drasticamente le abitudini alimentari, forzando il nanismo, in una scala temporale di poche decine di migliaia di anni. Questo è accaduto a diverse specie che sono state confinate in ecosistemi isolati.

## Procedimenti giudiziari
Nel 1996 è diventato consulente di una società di produzione britannica, fondata dal documentarista Nicholas Gordon, chiamata Survival Anglia. La società voleva realizzare tre film sulla fauna selvatica dell'Amazzonia e perciò ha dato a Van Roosmalen fondi per l'acquisto di un terreno per costruirvi un centro di riabilitazione della fauna selvatica. Al termine delle riprese, tre anni dopo, Gordon e Van Roosmalen hanno discusso per problemi economici che ha indotto Gordon a presentare un reclamo all'Istituto brasiliano dell'ambiente e delle risorse naturali rinnovabili (IBAMA), che ha aperto un'indagine ufficiale.
Russell Mittermeier, presidente dell'ONG Conservation International, ha dichiarato ai giornalisti il 1º luglio 2002: "Abbiamo alcune scimmie in gabbia che sappiamo essere nuove specie ma non le abbiamo ancora descritte", sconvolgendo il governo. Marc van Roosmalen, nel 2002, in un viaggio scientifico lungo il fiume Araçá nella Serra do Aracá (450 km a nord di Manaus) era riuscito ad acquistare dagli abitanti locali quattro scimmie che rappresentavano due nuovi taxa non descritti, oltre ad alcune orchidee. Funzionari e agenti federali, senza un mandato del giudice locale, lo stavano aspettando a Barcelos e, quando la sua nave da ricerca ha attraccato, hanno sequestrato le scimmie e lo hanno arrestato accusandolo di essere "il più grande biopirata dell'Amazzonia". È stato anche accusato di aver venduto il nome scientifico di una nuova specie di callicebo, endemica del Brasile e quindi parte del patrimonio biologico e genetico della nazione, al principe Bernhard in cambio di grandi quantità di denaro. Questo perché nella sua analisi del 2002 aveva onorato il principe Bernhard (che aveva donato fondi per acquistare terreni e creare riserve naturali in essi) con il nome di Callicebus bernhardi. Ibama gli ha inflitto una multa di 3000 dollari per biopirateria. La notizia è arrivata alla stampa nazionale e la sua reputazione è crollata. Poco dopo una deputata del parlamento brasiliano, Vanessa Grazziotin, si è interessata al caso della presunta biopirateria e lo ha convocato per testimoniare davanti al parlamento. La relazione parlamentare finale, pubblicata all'inizio del 2003, ha concluso che Van Roosmalen, avendo inviato materiale genetico fuori dal paese (feci di scimmia per l'analisi del DNA presso il figlio Tomas in Colombia), aveva commesso un crimine federale. Anche il governo dello stato di Amazonas ha presentato per conto proprio un'accusa di crimini contro l'ambiente.
Il 19 febbraio 2003 i funzionari dell'Ibama (già in possesso del necessario ordine del giudice ambientale locale) sono entrati nella sua proprietà e, adducendo la mancanza di permessi, hanno catturato le 23 scimmie che vi abitavano e le hanno portate nella sede dell'ente in piccole gabbie di trasporto, in cui sono rimaste per più di tre mesi. Tutti gli animali morirono nei mesi successivi e i loro corpi furono inceneriti. Quattro di loro erano scimmie ragno che rappresentavano i taxa non ancora descritti e quindi sono stati distrutti gli olotipi, il materiale necessario per descriverle. L'altro suo figlio, Vasco, lo ha estromesso dalla presidenza dell'AAPA e l'organizzazione ha venduto la sua nave da ricerca e il suo veicolo 4x4. Lo status giuridico del terreno che aveva acquistato è finito in un limbo legale. Nell'aprile 2003 è stato rimosso dalla sua posizione di scienziato senior presso l'Instituto Nacional de Investigaciones de la Amazonía (INPA) con l'accusa di aver spedito illegalmente materiale biologico del Paese all'estero e di aver ignorato le regole amministrative dell'istituto, come aver viaggiato all'estero per accettare i premi senza aver prima ottenuto l'autorizzazione dell'istituto.
Nel 2006 Van Roosmalen è stato scagionato dalle accuse mosse contro di lui dallo stato ma è stato condannato da un giudice federale che ne ha ordinato l'arresto.
Il 15 giugno 2007 è stato arrestato dal governo brasiliano con l'accusa di aver mantenuto un allevamento privato non autorizzato di scimmie, di aver tenuto 23 scimmie in gabbia nella sua residenza di Manaus (che in realtà custodiva per studiare specie in via di estinzione o nuove specie e per riabilitare gli animali confiscati al commercio illegale e gli uccelli che la stessa IBAMA vi aveva messo in custodia) e per presunta sottrazione di risorse pubbliche. Le scimmie sono state confiscate. È stato giudicato colpevole di "appropriazione del patrimonio scientifico e genetico" del Brasile, di biopirateria, di utilizzo di nuove specie a "fini commerciali" e di aver costruito gabbie di scimmie utilizzando impalcature di alluminio importate in esenzione da dazi doganali per l'utilizzo in produzioni cinematografiche. È stato condannato a pagare una multa di 155.000 real e a scontare 14 anni e 3 mesi di carcere nel famigerato carcere di Raimundo Vidal Pessoa a Manaus, in una cella con altri detenuti, a cui ha dovuto pagare i debiti. I media brasiliani hanno diffuso in tutto il paese le accuse contro di lui come commerciante di animali e biopirata. Curiosamente il reato più grave, che ha prodotto la maggior parte della sua condanna, è stato quello di appropriazione indebita di fondi. Nel 1996 Survival Anglia aveva inviato 5 tonnellate di impalcature che sarebbero state utilizzate per realizzare riprese della foresta; questi materiali erano stati esentati dal pagamento dei dazi doganali a condizione che, una volta terminati i lavori, l'azienda li avesse donati all'INPA, ma le impalcature erano sparite e la colpa era ricaduta su Van Roosmalen. Dopo 57 giorni di carcere è stato rilasciato nell'agosto 2007 su appello.
Dopo una battaglia legale è stato assolto da tutte le accuse grazie ai suoi avvocati (finanziati da una ONG olandese) che sono riusciti a presentare un ricorso all'Alta Corte Federale di Brasilia. Tuttavia, poiché ha perso il suo status di scienziato ufficiale dell'INPA, può svolgere la sua attività solo in maniera limitata. Van Roosmalen ha raccontato a un giornalista di Wired che ha un video di due ex poliziotti che bussano alla sua porta subito dopo aver infilato le pistole nei pantaloni. Credendo che sarebbe stato ucciso se fosse rimasto, lui e sua moglie sono fuggite, senza alcun progetto di tornare a casa loro a Manaus, a maggio 2008. Ha subito due tentativi di omicidio per metterlo a tacere e si è dato alla clandestinità per cinque mesi.
Van Roosmalen ha sostenuto che questa condanna è stata una lezione da parte dei taglialegna e i produttori di soia illegali, in collusione con il governo brasiliano, a causa dell'attivismo ambientale che stava portando avanti, che li ha disturbati nella deforestazione della foresta che stavano perpetrando. Secondo lui, le industrie del legno, dell'oro e del bestiame e l'associazione dei produttori di soia condizionano il Ministero dell'Economia per neutralizzare il suo lavoro. Gli agricoltori industriali del Mato Grosso stavano avanzando nelle zone della regione del fiume Aripuana, particolarmente adatte alla coltivazione della soia. Il fiume Juma è stato colpito dalla febbre dell'oro che ha indotto i minatori a distruggere la giungla e a contaminare le acque. Van Roosmalen denuncia che, sotto l'allettante slogan ambientalista dello "sviluppo sostenibile", l'agricoltura della soia, la coltivazione della palma da olio e della canna da zucchero (per produrre biodiesel) sono praticate grazie all'accelerata distruzione della foresta pluviale amazzonica. La licenza federale di raccolta può essere richiesta a Brasilia ma non è riuscito mai ad ottenerla e quindi, senza i permessi adeguati, rischierebbe la reclusione con l'accusa di "biopirateria" se venisse trovato a raccogliere, trasportare o tenere in vita qualsiasi campione o campione biologico che potesse servire come materiale olotipico o per l'analisi del DNA per determinare la sua posizione filogenetica e tassonomica di ogni nuovo reperto. Di conseguenza è quasi impossibile realizzare studi sulla biodiversità, essenziali per intraprendere un'adeguata politica di conservazione della foresta pluviale.

## Riconoscimenti
Grazie alle sue ricerche e alla sua lotta ambientalista nel 2000 è stato scelto dalla rivista Time come uno degli "Eroi del Pianeta".
Nel 1997 è stato insignito dal Principe Bernhard van Lippe-Biesterfeld con l'ordine dell'Arca d'Oro (in olandese, Orde van de Gouden Ark), il più alto riconoscimento scientifico del suo paese.
I biologi Robert Voss e Maria da Silva hanno chiamato un eretizontide in suo onore con il nome di Coendou roosmalenorum.

## Pubblicazioni
- (NL) Surinaams vruchtenboek, Instituut voor Systematische Plantkunde, Rijksuniversiteit Utrecht, 1977.
- (EN) Fruits of the Guianan Flora, Institute of Systematic Botany, Utrecht University, 1985, ISBN 978-90-90-00987-2.
- (EN) Habitat preferences, diet, feeding strategy and social organization of the black spider monkey [Ateles paniscus paniscus Linnaeus 1758] in Surinam, in Acta Amazonica, vol. 15, supl.3-4, 1985,  pp. 7-238, DOI:10.1590/1809-43921985155238. URL consultato il 25 aprile 2020.
- (EN) M.G.M. Van Roosmalen, T. Van Roosmalen, R.A. Mittermeier, Gustavo A B da Fonseca, A new and distinctive species of marmoset (Callitrichidae, Primates) from the lower Rio Aripuanã, State of Amazonas, Central Brazilian Amazonia, in Goeldiana Zoologia, vol. 22, Museu Paraense Emílio Goeldi Departamento de Zoologia, gennaio 1998,  pp. 1-27.
- (EN) M.G.M. Van Roosmalen, T. Van Roosmalen, R.A. Mittermeier, Anthony Brome Rylands, Two new species of marmoset, genus callithrix erxleben, 1777 (Callitrichidae, primates) from the tapajos/madeira interfluvium, south central Amazonia, Brazil, in Neotropical Primates, vol. 8, n. 1, Conservation International, gennaio 2000,  pp. 2-18.
- (EN) Marc G. M. van Roosmalen, A taxonomic review of the titi monkeys, genus Callicebus Thomas, 1903, with the description of two new species, Callicebus bernhardi and Callicebus stephennashi, from Brazilian Amazonia, in Neotropical Primates, vol. 10, Suppl., Conservation International, giugno 2002,  pp. 1-52. URL consultato il 26 aprile 2020.
- (EN) Marc G.M. van Roosmalen e Tomas van Roosmalen, The Description of a New Marmoset Genus, Callibella (Callitrichinae, Primates), Including Its Molecular Phylogenetic Status (PDF), in Neotropical Primates, vol. 11, n. 1, Conservation International, gennaio 2003. URL consultato il 26 aprile 2020.
- Prefazione a (EN) Elin Kelsey, Strange New Species: Astonishing Discoveries of Life on Earth, Maple Tree Press, 2005, ISBN 978-1-897066-31-7.
- (DE) Unter Klammeraffen und Schamanen, Rowohlt, Reinbek, 2007, ISBN 978-3498057770.
- (EN) M.G.M. Roosmalen, L. Frenz, W.F. van Hooft, H.H. de Iongh e H. Leirs, A New Species of Living Peccary (Mammalia: Tayassuidae) from the Brazilian Amazon, in Bonner zoologische Beitrage, vol. 55, n. 2, 2007,  pp. 105-112. URL consultato il 25 aprile 2020.
- (NL) Blootsvoets door de Amazone, Bert Bakker, 2008  [26 novembre 2008], ISBN 9789035133105.
- (EN) Barefoot Through the Amazon: On the Path of Evolution, CreateSpace Independent Publishing Platform, 5 marzo 2013, ISBN 978-1-4825-7824-9.
- (EN) A Shaman's Apprentice: Traditional Healing in the Brazilian Amazon, Createspace Independent Pub, 11 aprile 2013, ISBN 978-1-4840-3441-5.
- (EN) Wild Fruits from the Amazon: Volume I, CreateSpace Independent Publishing Platform, 1º dicembre 2013, ISBN 978-1493776160.
- (EN) Marc G. M. van Roosmalen e Tomas van Roosmalen, On the Origin of Allopatric Primate Species and the Principle of Metachromic Bleaching: Discrimination of Deviant Adolescent Males Driving Allopatric Speciation in Territorial Social Primates, CreateSpace Independent Publishing Platform, 3 dicembre 2013, ISBN 978-1-4943-3034-7.
- (EN) Distributions and Phylogeography of Neotropical Primates, CreateSpace Independent Publishing Platform, 17 gennaio 2014, ISBN 978-1-4948-5253-5, OCLC 879580636.
- (EN) Wild Fruits from the Amazon: Volume II, CreateSpace Independent Publishing Platform, 12 agosto 2015, ISBN 978-1-5168-7953-3.
- (EN) Live from the Amazon, CreateSpace Independent Publishing Platform, 24 settembre 2015, ISBN 978-1-5175-1463-1.
- (EN) Hotspot of new megafauna found in the Central Amazon (Brazil): the lower Rio Aripuanã Basin (PDF), in Biodiversity Journal,, vol. 6, n. 1, Palermo, 30 marzo 2015,  pp. 219-244. URL consultato il 26 aprile 2020 (archiviato dall'url originale il 31 gennaio 2016).
- (EN) Marc G.M. van Roosmalen e Tomas van Roosmalen, On the origin of allopatric primate species (PDF), in Biodiversity Journal, vol. 7, n. 1, Palermo, Edizioni Danaus, 30 marzo 2016,  pp. 117-198. URL consultato il 26 aprile 2020.
- (EN) Black Gold: Pre-Columbian Farming on Terra Preta Anthrosol in the Amazon, CreateSpace Independent Publishing Platform, 19 giugno 2016, ISBN 978-1534790148.
- (EN) Wild Fruits from the Amazon III, CreateSpace Independent Publishing Platform, 29 gennaio 2017, ISBN 978-1542831451.
- (EN) Wild Fruits from the Amazon III, CreateSpace Independent Publishing Platform, 29 gennaio 2017, ISBN 978-1542831451.
- (EN) Wild Fruits from the Amazon IV, CreateSpace Independent Publishing Platform, 2 gennaio 2018, ISBN 978-1983517785.
- (NL) Waarom de buren nooit deugen, Prometheus, 3 gennaio 2018, ISBN 9789044634921.
- (EN) Wild Fruits from the Amazon V, CreateSpace Independent Publishing Platform, 19 luglio 2018, ISBN 978-1723433962.
- (EN) Wild Fruits from the Amazon VI, 4 gennaio 2019, ISBN 978-1-7931-7693-6.